# کلاوس زرتا
کلاوس زرتا (انگلیسی: Klaus Zerta؛ زادهٔ ۲۵ نوامبر ۱۹۴۶) قایقران روئینگ اهل آلمان بود.
وی در مسابقات کشوری و بین‌المللی در مجموع برندهٔ ۱ مدال طلا شده‌است.